# Lista de municípios do Rio de Janeiro por IDH (2000)
Esta é uma relação dos municípios fluminenses por Índice de Desenvolvimento Humano (IDH) (dados de 2000). A listagem foi compilada pelo Programa das Nações Unidas para o Desenvolvimento.

## Critérios
O índice varia de zero até 1, sendo considerado:
- alto, quando maior ou igual a 0,800. (8 municípios)
- médio, de 0,500 a 0,799; (83 municípios)
- baixo, entre 0 e 0,499; (nenhum)

## Ordenação decrescente por IDH
| Posição | Município                     | IDH-M | IDH-R | IDH-L | IDH-E |
| ------- | ----------------------------- | ----- | ----- | ----- | ----- |
| 1       | Niterói                       | 0,886 | 0,891 | 0,808 | 0,96  |
| 2       | Rio de Janeiro                | 0,842 | 0,84  | 0,754 | 0,933 |
| 3       | Volta Redonda                 | 0,815 | 0,75  | 0,763 | 0,931 |
| 4       | Nova Friburgo                 | 0,81  | 0,758 | 0,788 | 0,885 |
| 5       | Resende                       | 0,809 | 0,758 | 0,75  | 0,918 |
| 6       | Barra Mansa                   | 0,806 | 0,717 | 0,787 | 0,913 |
| 7       | Petrópolis                    | 0,804 | 0,773 | 0,751 | 0,888 |
| 8       | Itatiaia                      | 0,8   | 0,723 | 0,783 | 0,895 |
| 9       | Iguaba Grande                 | 0,796 | 0,742 | 0,766 | 0,88  |
| 10      | Pinheiral                     | 0,796 | 0,688 | 0,789 | 0,91  |
| 11      | Cabo Frio                     | 0,792 | 0,731 | 0,764 | 0,881 |
| 12      | Armação dos Búzios            | 0,791 | 0,763 | 0,732 | 0,878 |
| 13      | Quatis                        | 0,791 | 0,686 | 0,818 | 0,868 |
| 14      | Arraial do Cabo               | 0,79  | 0,727 | 0,731 | 0,912 |
| 15      | Macaé                         | 0,79  | 0,77  | 0,71  | 0,889 |
| 16      | Mangaratiba                   | 0,79  | 0,741 | 0,74  | 0,889 |
| 17      | Teresópolis                   | 0,79  | 0,758 | 0,751 | 0,861 |
| 18      | Cordeiro                      | 0,789 | 0,711 | 0,787 | 0,869 |
| 19      | Nilópolis                     | 0,788 | 0,724 | 0,708 | 0,933 |
| 20      | Itaperuna                     | 0,787 | 0,702 | 0,8   | 0,859 |
| 21      | Maricá                        | 0,786 | 0,736 | 0,742 | 0,881 |
| 22      | São Gonçalo                   | 0,782 | 0,707 | 0,742 | 0,896 |
| 23      | Três Rios                     | 0,782 | 0,703 | 0,751 | 0,893 |
| 24      | Barra do Piraí                | 0,781 | 0,71  | 0,727 | 0,906 |
| 25      | Casimiro de Abreu             | 0,781 | 0,717 | 0,768 | 0,859 |
| 26      | Vassouras                     | 0,781 | 0,717 | 0,745 | 0,881 |
| 27      | São Pedro da Aldeia           | 0,78  | 0,701 | 0,764 | 0,876 |
| 28      | Cantagalo                     | 0,779 | 0,697 | 0,787 | 0,854 |
| 29      | Miguel Pereira                | 0,777 | 0,764 | 0,692 | 0,876 |
| 30      | Paraty                        | 0,777 | 0,731 | 0,773 | 0,827 |
| 31      | Piraí                         | 0,776 | 0,704 | 0,75  | 0,875 |
| 32      | Valença                       | 0,776 | 0,706 | 0,726 | 0,895 |
| 33      | Mendes                        | 0,775 | 0,728 | 0,692 | 0,905 |
| 34      | Rio das Ostras                | 0,775 | 0,742 | 0,714 | 0,869 |
| 35      | São João de Meriti            | 0,774 | 0,683 | 0,744 | 0,895 |
| 36      | Angra dos Reis                | 0,772 | 0,711 | 0,736 | 0,87  |
| 37      | Rio Bonito                    | 0,772 | 0,711 | 0,773 | 0,833 |
| 38      | Itaocara                      | 0,771 | 0,718 | 0,759 | 0,837 |
| 39      | Paracambi                     | 0,771 | 0,707 | 0,708 | 0,897 |
| 40      | Paraíba do Sul                | 0,771 | 0,704 | 0,773 | 0,835 |
| 41      | Macuco                        | 0,769 | 0,681 | 0,759 | 0,868 |
| 42      | Itaguaí                       | 0,768 | 0,692 | 0,724 | 0,889 |
| 43      | Areal                         | 0,765 | 0,692 | 0,751 | 0,853 |
| 44      | Carmo                         | 0,763 | 0,708 | 0,758 | 0,824 |
| 45      | Nova Iguaçu                   | 0,762 | 0,686 | 0,717 | 0,884 |
| 46      | Saquarema                     | 0,762 | 0,705 | 0,733 | 0,848 |
| 47      | Seropédica                    | 0,759 | 0,684 | 0,712 | 0,882 |
| 48      | Aperibé                       | 0,756 | 0,688 | 0,741 | 0,84  |
| 49      | Araruama                      | 0,756 | 0,701 | 0,719 | 0,849 |
| 50      | Santo Antônio de Pádua        | 0,754 | 0,689 | 0,759 | 0,814 |
| 51      | Comendador Levy Gasparian     | 0,753 | 0,661 | 0,73  | 0,867 |
| 52      | Duque de Caxias               | 0,753 | 0,678 | 0,708 | 0,873 |
| 53      | Engenheiro Paulo de Frontin   | 0,753 | 0,69  | 0,691 | 0,878 |
| 54      | Cachoeiras de Macacu          | 0,752 | 0,673 | 0,756 | 0,828 |
| 55      | Campos dos Goytacazes         | 0,752 | 0,693 | 0,697 | 0,867 |
| 56      | Bom Jesus do Itabapoana       | 0,746 | 0,689 | 0,699 | 0,851 |
| 57      | Magé                          | 0,746 | 0,665 | 0,711 | 0,863 |
| 58      | Porto Real                    | 0,743 | 0,667 | 0,692 | 0,871 |
| 59      | Belford Roxo                  | 0,742 | 0,642 | 0,711 | 0,873 |
| 60      | Sapucaia                      | 0,742 | 0,694 | 0,73  | 0,801 |
| 61      | São Fidélis                   | 0,741 | 0,668 | 0,734 | 0,822 |
| 62      | Carapebus                     | 0,74  | 0,66  | 0,71  | 0,851 |
| 63      | Guapimirim                    | 0,739 | 0,684 | 0,69  | 0,843 |
| 64      | Rio das Flores                | 0,739 | 0,646 | 0,726 | 0,845 |
| 65      | Conceição de Macabu           | 0,738 | 0,668 | 0,705 | 0,841 |
| 66      | Itaboraí                      | 0,737 | 0,659 | 0,708 | 0,844 |
| 67      | Rio Claro                     | 0,737 | 0,66  | 0,75  | 0,802 |
| 68      | Natividade                    | 0,736 | 0,689 | 0,689 | 0,829 |
| 69      | Santa Maria Madalena          | 0,734 | 0,66  | 0,749 | 0,794 |
| 70      | Bom Jardim                    | 0,733 | 0,69  | 0,722 | 0,788 |
| 71      | Cambuci                       | 0,733 | 0,656 | 0,759 | 0,784 |
| 72      | Miracema                      | 0,733 | 0,686 | 0,683 | 0,829 |
| 73      | Queimados                     | 0,732 | 0,642 | 0,69  | 0,865 |
| 74      | Quissamã                      | 0,732 | 0,641 | 0,71  | 0,845 |
| 75      | Silva Jardim                  | 0,731 | 0,652 | 0,743 | 0,799 |
| 76      | Porciúncula                   | 0,73  | 0,64  | 0,74  | 0,81  |
| 77      | Italva                        | 0,724 | 0,667 | 0,683 | 0,823 |
| 78      | Japeri                        | 0,724 | 0,616 | 0,694 | 0,863 |
| 79      | São João da Barra             | 0,723 | 0,637 | 0,737 | 0,794 |
| 80      | São Sebastião do Alto         | 0,723 | 0,631 | 0,753 | 0,785 |
| 81      | Trajano de Moraes             | 0,723 | 0,665 | 0,749 | 0,755 |
| 82      | Tanguá                        | 0,722 | 0,64  | 0,69  | 0,837 |
| 83      | São José do Vale do Rio Preto | 0,72  | 0,67  | 0,707 | 0,782 |
| 84      | Paty do Alferes               | 0,718 | 0,665 | 0,692 | 0,798 |
| 85      | São José de Ubá               | 0,718 | 0,657 | 0,73  | 0,766 |
| 86      | Duas Barras                   | 0,712 | 0,661 | 0,683 | 0,793 |
| 87      | Sumidouro                     | 0,712 | 0,672 | 0,747 | 0,717 |
| 88      | Laje do Muriaé                | 0,71  | 0,627 | 0,699 | 0,804 |
| 89      | Cardoso Moreira               | 0,706 | 0,626 | 0,701 | 0,791 |
| 90      | São Francisco de Itabapoana   | 0,688 | 0,616 | 0,734 | 0,715 |
| 91      | Varre-Sai                     | 0,679 | 0,636 | 0,62  | 0,782 |

## Nota
O município de Mesquita não entrou no levantamento, pois foi criado ao final de 1999.